# Im Tal der donnernden Hufe
Im Tal der donnernden Hufe ist eine Erzählung von Heinrich Böll, die im März 1957 in der Insel-Bücherei des Insel Verlags in Wiesbaden erschien. Zuvor war das kleine poetische Werk bereits auszugsweise mehrfach vorabgedruckt worden – zum Beispiel am 14. März 1957 in der F.A.Z.

## Inhalt
In dem Winzerstädtchen Zischbrunn geht Käte hinab an den Rhein, um sich bei der Regatta ein klein wenig zu vergnügen. Sie hat ihre Tochter Katharina Mirzow aus guten Gründen in die Wohnung eingesperrt. Die Zischbrunner können Schönheit schlecht vertragen. Vor dreihundert Jahren hätten diese Bürger höchstwahrscheinlich so eine natürliche Jugendliche als Hexe verbrannt. Käte will also auf dem Volksfest anzügliche Zurufe von vornherein unterbinden. Und zweitens muss Katharina mit dem Abendzug nach Wien. Dort soll sie längere Zeit – vermutlich bei ihrem Vater – bleiben. Zwar sagen die Leute, Käte sei „ein echtes Zischbrunner Mädchen geblieben“, doch an der Mutter haftet – aus Zischbrunner Sicht – ein Makel: Katharinas Vater, der Moskauer Mirzow, ist ein Roter.
Katharina hat daheim den Koffer längst gepackt. Aus Langeweile schaut sie am offenen Fenster durchs Fernglas und beobachtet zufällig Paul, wie der die Abwesenheit seiner Familie ausnutzt und die Pistole des Vaters entwendet. Als Paul sein Vaterhaus verlässt, bittet ihn das vereinsamte Mädchen zum Abschied nach oben. Paul steigt ein. Die beiden wiederholen das Spiel, das bereits vor vielen Monaten Pauls Mutter so sehr missbilligte. Auf Verlangen zeigt Katharina dem Jungen ihre Brust. Der vierzehnjährige Katholik schätzt ein, für ein Verhältnis mit einer Frau ist er noch zu grün, bittet Katharina aber, einmal aus Wien wiederzukommen. Das Mädchen verspricht es. Das junge Paar verabschiedet sich. Paul zieht mit der Pistole davon.
Sein Freund Griff erwartet Paul. Beide Jungen sind des Lebens überdrüssig. Paul spielt mit dem Gedanken, sich zu erschießen. Dann schießen die Jungen zum Glück doch nur auf Gegenstände. Paul wird vom Polizisten der Obhut des Vaters – zu Kriegszeiten „Divisionsmeister im Pistolenreinigen“ – übergeben.

## Rezeption
- Katharina ist im Rheinland eine Fremde. Böll benutze das „Russenmotiv“ zur „Darstellung einer Entfremdung“[6].
- Balzer ordnet die Erzählung den „psychologisch ‚richtigsten‘ Arbeiten“[7] des Autors zu.
- Barner zählt das kleine Werk zu den „schönsten Initiationsgeschichten unserer Literatur überhaupt“[8].